# Оріховецька сільська рада (Підволочиський район)
Оріхове́цька сільська́ ра́да — адміністративно-територіальна одиниця та орган місцевого самоврядування в Підволочиському районі Тернопільської області. Адміністративний центр — село Оріховець.

## Загальні відомості
- Територія ради: 1,839 км²
- Населення ради: 777 осіб (станом на 2001 рік)
- Територією ради протікає річка Збруч

## Населені пункти
Сільській раді підпорядковані населені пункти:
- с. Оріховець

## Склад ради
Рада складається з 15 депутатів та голови.
- Голова ради: Хмура Мирослав Михайлович
- Секретар ради: Мархивка Любов Степанівна

### Керівний склад попередніх скликань
| Прізвище, ім'я, по батькові | Основні відомості                                                               | Дата обрання | Дата звільнення |
| --------------------------- | ------------------------------------------------------------------------------- | ------------ | --------------- |
| Яворський Ігор Пилипович    | Сільський голова, 1947 року народження, безпартійний                            | 26.03.2006   | 31.10.2010      |
| Хмура Мирослав Михайлович   | Сільський голова, 1956 року народження, освіта середня спеціальна, безпартійний | 31.10.2010   |                 |

Примітка: таблиця складена за даними сайту Верховної Ради України

### Депутати
За результатами місцевих виборів 2010 року депутатами ради стали:

#### За суб'єктами висування
| Суб'єкт висування                                       | Кількість обраних депутатів | %    |
| ------------------------------------------------------- | --------------------------- | ---- |
| Самовисування                                           | 14                          | 93,3 |
| Політична партія Всеукраїнське об'єднання «Батьківщина» | 1                           | 6,7  |

#### За округами
| № округу                                                | Прізвище, ім'я, по батькові   | Дата визнання обраним | Освіта             | Партійна приналежність | Відомості про обраного депутата                                            |
| ------------------------------------------------------- | ----------------------------- | --------------------- | ------------------ | ---------------------- | -------------------------------------------------------------------------- |
| Політична партія Всеукраїнське об'єднання «Батьківщина» |                               |                       |                    |                        |                                                                            |
| 1                                                       | Чулик Марія Богданівна        | 03.11.2010            | середня            | позапартійна           | тимчасово не працює                                                        |
| Самовисування                                           |                               |                       |                    |                        |                                                                            |
| 2                                                       | Чайковський Віктор Васильович | 28.08.2011            | середня            | позапартійний          | Тернопільський національний технічний університет ім. Івана Пулюя, студент |
| 3                                                       | Полухін Святослав Іванович    | 07.10.2013            | середня спеціальна | позапартійний          | тимчасово не працює                                                        |
| 4                                                       | Яцків Андрій Орестович        | 03.11.2010            | вища               | позапартійний          | Оріховецька загальноосвітня школа І-ІІІ ст., вчитель                       |
| 5                                                       | Мархивка Любомир Ігорович     | 03.11.2010            | середня            | позапартійний          | с. Оріховець, приват-ний підприє-мець                                      |
| 6                                                       | Кучма Віталій Володимирович   | 03.11.2010            | вища               | позапартійний          | С. Оріховецьприватний підприємецьКучма, різноро-бочий                      |
| 7                                                       | Гавришко Михайло Петрович     | 03.11.2010            | вища               | позапартійний          | тимчасово не працює                                                        |
| 8                                                       | Мархивка Любов Степанівна     | 03.11.2010            | вища               | позапартійна           | Оріховецька сільська рада, секретар                                        |
| 9                                                       | Драй Сергій Михайлович        | 03.11.2010            | середня            | позапартійний          | с. Оріховець, приват-ний під- приємець                                     |
| 10                                                      | Полухін Віталій Іванович      | 03.11.2010            | вища               | позапартійний          | Оріховецька загальноосвітня школа І-ІІІ ст., вчитель                       |
| 11                                                      | Яворський Мирослав Ігорович   | 03.11.2010            | середня            | позапартійний          | м. Тернопількомуненерго, оператор котлів                                   |
| 12                                                      | Ткачик Марія Петрівна         | 03.11.2010            | середня            | позапартійна           | смт. Підволочиськ, приват-ний під-приємець                                 |
| 13                                                      | Богуш Василь Вікторович       | 03.11.2010            | середня            | позапартійний          | Галицький інститут ім. В.Чорновола, студент 3 курсу                        |
| 14                                                      | Богуш Віктор Іванович         | 03.11.2010            | вища               | позапартійний          | тимчасово не працює                                                        |
| 15                                                      | Никитюк Віктор Васильович     | 03.11.2010            | середня            | позапартійний          | Галицький інститут ім. В.Чорновола, студент 2 курсу                        |